# Portugiesisch-turkmenische Beziehungen
Die portugiesisch-turkmenischen Beziehungen umfassen das bilaterale Verhältnis zwischen Portugal und Turkmenistan. Die Länder unterhalten seit 1992 direkte diplomatische Beziehungen.
Die Beziehungen gelten als unbelastet, aber wenig intensiv, da es kaum gemeinsame historische, geopolitische oder kulturelle Bezugspunkte gibt und das autoritär regierte Turkmenistan seit seiner Unabhängigkeit Ende 1991 außenpolitisch eher verschlossen blieb. So bewegen sich auch die Wirtschaftsbeziehungen zwischen den beiden Ländern auf niedrigem Niveau, der zivilgesellschaftliche Austausch in Bereichen wie Sport oder Kultur ist wenig ausgeprägt, und es existieren keine nennenswerten gegenseitigen Diasporas. Verbindungselemente bestehen daher vor allem in der gemeinsamen Mitgliedschaft in multilateralen Gremien wie der OSZE, dem Internationalen Währungsfonds (IWF), die verschiedenen UN-Organe u. a.
Im Jahr 2021 waren 13 turkmenische Staatsbürger in Portugal gemeldet, davon mit sieben die meisten im Distrikt Lissabon. Im gleichen Zeitraum waren keine Portugiesen konsularisch in Turkmenistan registriert.

## Geschichte

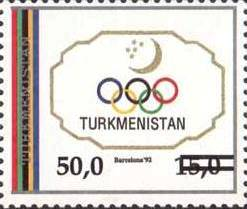
Turkmenische Briefmarke zu den Olympischen Spielen: Portugal und Turkmenistan begegnen sich nur gelegentlich und in eher wenigen Bereichen, etwa im Sport.

1991 wurde die ehemalige Sowjetrepublik Turkmenistan unabhängig, bis dahin bestimmten die portugiesisch-sowjetischen Beziehungen ihre Verbindung.
Am 13. August 1992 nahmen beide Staaten diplomatische Beziehungen auf. Gegenseitige Vertretungen richteten beide Staaten danach nicht ein (Stand Januar 2023). Im August 1996 akkreditierte sich mit João Luís Gomes, portugiesischer Botschafter in Russland, erstmals ein Vertreter Portugals in der turkmenischen Hauptstadt Aşgabat.
Seither erfuhren die Beziehungen beider Länder kaum eine Intensivierung. In der portugiesischen Öffentlichkeit etwa erfährt das Land keine nennenswerte Aufmerksamkeit, und die Medien berichten nur selten über das Land, und dann vor allem über seine Demokratiedefizite und Auswüchse seiner autoritären Führung oder über internationale Sportergebnisse mit turkmenischer Beteiligung.

## Diplomatie
Turkmenistan unterhält keine Botschaft in Portugal, auch turkmenische Konsulate bestehen dort nicht (Stand Dezember 2022). Zuständig für Portugal ist die turkmenische Botschaft in Paris.
Portugal führt ebenfalls keine diplomatische und keine konsularische Vertretung in Turkmenistan, das Land gehört zum Amtsbezirk des portugiesischen Botschafters in der Türkei. (Stand Dezember 2022).

## Wirtschaft

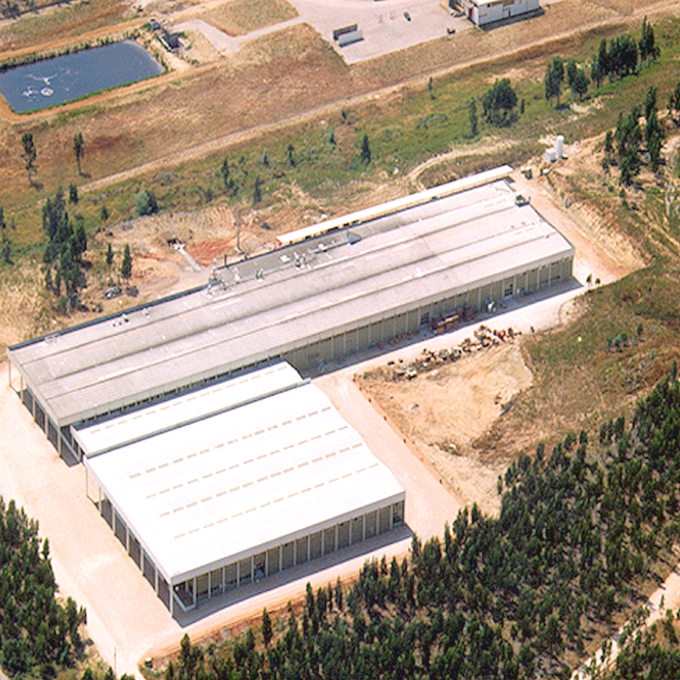
Die Tema-Möbelfabrik in Tomar: Möbel sind die Hauptexportgüter Portugals nach Turkmenistan, von wo fast ausschließlich Textilien nach Portugal kommen.

Das Handelsvolumen zwischen Portugal und Turkmenistan belief sich im Jahr 2021 auf 7,547 Mio. Euro, mit einem Handelsbilanzüberschuss zu Gunsten Portugals von 1,692 Mio. Euro.
Dabei exportierte Turkmenistan Waren und Dienstleistungen im Wert von 2,928 Mio. Euro nach Portugal (2020: 2,061 Mio.; 2019: 2,241 Mio.; 2018: 2,216 Mio.; 2017: 2,624 Mio.; 2016: 1,196 Mio.; 2015: 0,840 Mio.; 2010: 3,568 Mio.; 2005: 6.632 Mio.), zu 99,8 % Textilien.
Portugal führte zeitgleich Waren und Dienstleistungen in Höhe von 4,619 Mio. Euro nach Turkmenistan aus (2020: 11,516 Mio.; 2019: 1,101 Mio.; 2018: 0,452 Mio.; 2017: 0,574 Mio.; 2016: 2,035 Mio.; 2015: 1,687 Mio.; 2010: 0,757 Mio.; 2005: 0,534 Mio.), davon 92,0 % Möbel und 7,5 % Keramik- und Glasprodukte.
Die portugiesische Außenhandelskammer AICEP unterhält kein Büro in Turkmenistan, das Land wird vom AICEP-Büro an der portugiesischen Botschaft in Ankara betreut.